# Útica
Útica fue una ciudad del norte de África que estaba situada al noroeste de Cartago en el actual territorio de Túnez a 40 km al noroeste de su capital. Fue la capital de la provincia romana de África Proconsular entre 146 a. C. y 25. En la actualidad está situada a 8 km de la costa y se pueden apreciar restos de sus edificios públicos como termas, almacenes, muelles y un anfiteatro para más de 20 000 espectadores.

## Historia
Fue fundada por los fenicios hacia el año 1101 a. C., según Plinio el Viejo, y prosperó hasta convertirse en un importante puerto. El florecimiento de Cartago (fundada según la leyenda 287 años después) eclipsó su importancia. Sin embargo, las fechas de fundación de las ciudades fenicias de la Antigüedad, tanto de Útica, Cartago o de la propia Gadir, según algunos estudiosos, como Aubet, son dudosas. En la época en la que se producen las dataciones (época helenística) se tendía a ennoblecer el origen de algunas ciudades. Asimismo, se utilizaba profusamente a Homero como fuente histórica. Por todo ello, establecer el siglo XII a. C. como fecha del inicio de la presencia fenicia en el Mediterráneo central y occidental es dudoso. Los indicios arqueológicos retrasarían la fecha, probablemente, hasta el siglo IX a. C.
Se ubicaba en el golfo de Túnez, en un pequeño promontorio en la desembocadura del río Bagradas. Esa situación le permitía controlar las ricas tierras que la rodeaban. Pero Útica no se dedicó a la agricultura como actividad principal, aun cuando pudiera haberlo hecho. Útica se mantuvo independiente económica, y políticamente de la metrópolis fenicia hasta por lo menos finales del siglo VI a. C., momento en el que el poderío cartaginés sería demasiado fuerte y cayó en su órbita de influencia.
Participó en la guerra contra las ciudades de la Magna Grecia, fue ocupada por Agatocles en el 308 a. C. y luchó contra los romanos.
Fue aliada de Cartago en la guerra de los Mercenarios pero tuvo que rendirse a los rebeldes de Hippo Diarrhytus (actual Bizerta). Tras intentar acercarse a Roma se vio obligada a capitular sin condiciones después de la derrota de los mercenarios.
Durante la guerra civil que enfrentó a Julio César y Cneo Pompeyo Magno entre el 49 y el 45 a. C., Útica fue escenario de algunas acciones. Después de la derrota de Farsalia en el  año 48 a. C., fue  el punto de reunión de los partidarios de Pompeyo. El 6 de abril de 46 a. C., Catón el Joven, comandante de la plaza fuerte, se mató aquí con su espada, después de ser derrotado en la batalla de Tapso y haberse enterado de que Pompeyo había sido asesinado en Egipto poco antes, por lo que se le conoce por el apodo de Catón de Útica.
El emperador Augusto le otorgó derechos municipales, aunque el florecimiento de Cartago, que este potenció, hizo que Útica perdiera la importancia que hasta entonces había tenido. Aunque siguió siendo una ciudad rica. Plinio el Viejo ubica en la ciudad un destacable templo de Apolo.
En el año 439 cayó en manos de los vándalos dirigidos por Genserico y los bizantinos la reconquistaron en el 534. Los árabes destruyeron la ciudad a finales del siglo VII.

## Las guerras púnicas
En las guerras púnicas que mantuvieron Cartago y Roma, Útica participó activamente. En las dos primeras se mantuvo unida a su vecina Cartago, lo que le costó muchos ataques por parte de las tropas romanas. A comienzos de la tercera se rindió y unió a Roma, que la usó como base operativa contra la metrópolis púnica. Este cambio de bando le sirvió a la ciudad para evitar la destrucción que sufrió su antigua aliada, así como para recibir recompensas y honores por parte de los romanos, que le dieron una buena parte del territorio que había pertenecido a los cartagineses y la nombraron capital de la provincia romana de la África Proconsular.